# Escalada (militar)

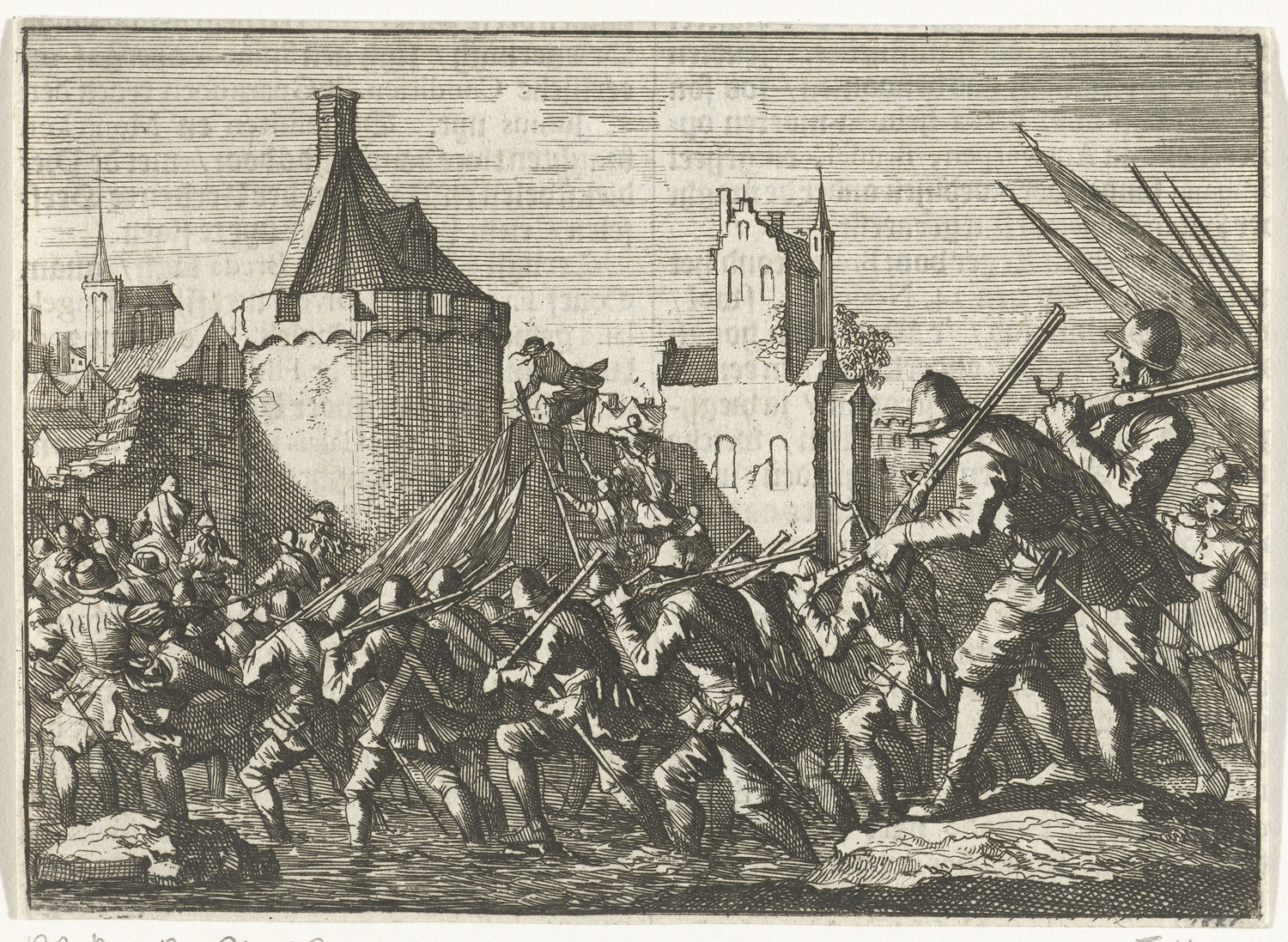
Escalada en el asedio de Goch

En el ámbito militar, se llama escalada al ataque o viva fuerza de un puesto fortificado y murado, trepando por las escarpas con ayuda de escalas o de otros medios. 
Conviene distinguir bien la diferencia de significado, por lo común confundido, entre escalada, asalto y sorpresa. 
- la sorpresa lleva consigo la idea de contar, en todo o en parte, con el enemigo desapercibido, confiado o indefenso por lo que generalmente se verifica de noche y con cautela, mientras que la escalada es un vigoroso ataque de fuerza a la luz del día, cuyas solas condiciones son el número, el empuje y la tenacidad. Una sorpresa frustrada puede concluir en escalada cuando hay despecho y valor. Muchas plazas cita la historia tomadas por escalada para acabar con el aburrimiento y el cansancio de un sitio en regla de muchos meses, que se arrastraba lento y fatigoso.
- el asalto es la acción de entrar por una brecha cuya abertura presupone el uso de medios más o menos rápidos de batir
- la escalada simple es el sistema de ataque usado cuando se quieren evitar todos o no se conoce ninguno de ellos.

Por eso, aunque no lo sepamos de cierto, podemos presumir con gran verosimilitud que en los primeros tiempos de la humanidad, a este medio, que realmente seduce por su sencillez, estaría reducida toda la poliorcética. Cuando esta llegó a su apogeo, con la invención de las máquinas, también es presumible la perfección que recibirían las escalas de asalto y que con gran detenimiento detallan los autores; pero, se le dé el nombre griego o romano, se le llame sambuca o lo que se quiera, el aparato nunca habrá podido pasar de dos palos largos, que pueden llamarse montantes, que sostienen otros más cortos para apoyar los pies. Como todos los males generalmente tienen remedio, la invención de los matacanes anuló bastante el uso de las escalas. De todos modos, si la escalada antes de la invención de la pólvora era casi la regla, luego fue la excepción. Y la prueba es que ya en los tiempos en que Ávila y Zúñiga escribía sus Comentarios (1547) el enérgico adverbio a escala vista tenía gran significación. 

La cual (villa) comenzaron de batir, sin asestar la artillería y á escala vista tomaron el arrabal.